# لين ستيرن
لين ستيرن (بالإنجليزية: Lynn Stern)‏ هي مصورة أمريكية، ولدت في 1942 في نيويورك في الولايات المتحدة.